# 毛梗翠雀花
毛梗翠雀花（学名：Delphinium taliense var. pubipes）为毛茛科翠雀属下的一个变种。

## 扩展阅读
- 維基物種上的相關：毛梗翠雀花